# Choroba terminalna
Choroba terminalna – termin medyczny określający chorobę, której sposoby leczenia są nieznane i która we wszystkich przypadkach nieuchronnie prowadzi do śmierci, albo tak zaawansowane stadium danej choroby, że nie można już jej leczyć przyczynowo, a jedynie objawowo. Działania mające na celu złagodzenie objawów takiej choroby i poprawę jakości życia chorego określa się mianem leczenia paliatywnego.